# 대한민국 민법 제914조
대한민국 민법 제914조는 친권자의 거주에 대한 민법 친족법 조문이다. 

## 조문
제914조(거소지정권) 자는 친권자의 지정한 장소에 거주하여야 한다.